# اولیور هشتم
اولیور هشتم (انگلیسی: Oliver the Eighth) فیلمی در ژانر کمدی و زوج هنری به کارگردانی لوید فرنچ است که در سال ۱۹۳۴ منتشر شد. از بازیگران آن می‌توان به استن لورل، اولیور هاردی، و می بوش اشاره کرد.